# Astrodontium
Astrodontium là một chi rêu trong họ Leucodontaceae.